# Je serai là (Chato)
Pour les articles homonymes, voir Je serai là (homonymie).

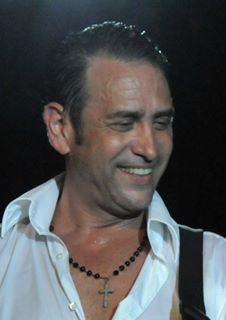
El Chato

Je serai là, partie intégrante de l’album d’El Chato intitulé Au nom de l’amour sorti en 2016, est une chanson française composée par Alexandre & Jean-Sébasten Abaldonato sur des paroles de J. F. Charter et Charles Muscat et des arrangements orchestraux symphoniques de Carolin Petit. Ce titre est repris en 2018  par Ginette Reno dans son album À jamais,.